# Togoische Fußballnationalmannschaft/Weltmeisterschaften
Der Artikel beinhaltet eine ausführliche Darstellung der togoischen Fußballnationalmannschaft bei Fußball-Weltmeisterschaften. Die togoische Mannschaft nahm erstmals an der Qualifikation für die WM 1974 teil und konnte sich aber bisher erst einmal für die WM qualifizieren. In der ewigen Rangliste belegt Togo den 71. Platz.

## Übersicht
| Jahr | Gastgeberland  | Teilnahme bis …    | Letzte(r) Gegner              | Ergebnis | Trainer      | Bemerkungen und Besonderheiten                                                                                    |
| ---- | -------------- | ------------------ | ----------------------------- | -------- | ------------ | --- |
| 1962 | Chile          | nicht teilgenommen |                               |          |              | Mitglied der FIFA erst nach Auslosung der Qualifikation                                                           |
| 1966 | England        | nicht teilgenommen |                               |          |              | |
| 1970 | Mexiko         | nicht teilgenommen |                               |          |              | |
| 1974 | Deutschland    | nicht qualifiziert |                               |          |              | In der Qualifikation in der 1. Runde an Zaire gescheitert.                                                        |
| 1978 | Argentinien    | nicht qualifiziert |                               |          |              | In der Qualifikation in der zweiten Runde an Guinea gescheitert.                                                  |
| 1982 | Spanien        | nicht qualifiziert |                               |          |              | In der Qualifikation in der zweiten Runde am Niger gescheitert.                                                   |
| 1986 | Mexiko         | zurückgezogen      |                               |          |              | |
| 1990 | Italien        | zurückgezogen      |                               |          |              | |
| 1994 | USA            | nicht qualifiziert |                               |          |              | In der Qualifikation in der 1. Runde an Simbabwe gescheitert, das sich aber ebenfalls nicht qualifizieren konnte. |
| 1998 | Frankreich     | nicht qualifiziert |                               |          |              | In der Qualifikation in der 2. Runde an Kamerun gescheitert.                                                      |
| 2002 | Südkorea/Japan | nicht qualifiziert |                               |          |              | In der Qualifikation in der 2. Runde wieder an Kamerun gescheitert.                                               |
| 2006 | Deutschland    | Vorrunde           | Südkorea, Schweiz, Frankreich | 30.      | Otto Pfister | Nach drei Niederlagen ausgeschieden                                                                               |
| 2010 | Südafrika      | nicht qualifiziert |                               |          |              | In der Qualifikation in der 2. Runde wieder an Kamerun gescheitert.                                               |
| 2014 | Brasilien      | nicht qualifiziert |                               |          |              | In der Qualifikation in der 2. Runde wieder an Kamerun gescheitert.                                               |
| 2018 | Russland       | nicht qualifiziert |                               |          |              | In der Qualifikation musste die Mannschaft erst in der zweiten Runde eingreifen und scheiterte darin an Uganda.   |
| 2022 | Katar          | nicht qualifiziert |                               |          |              | In der Qualifikation am Senegal gescheitert.                                                                      |

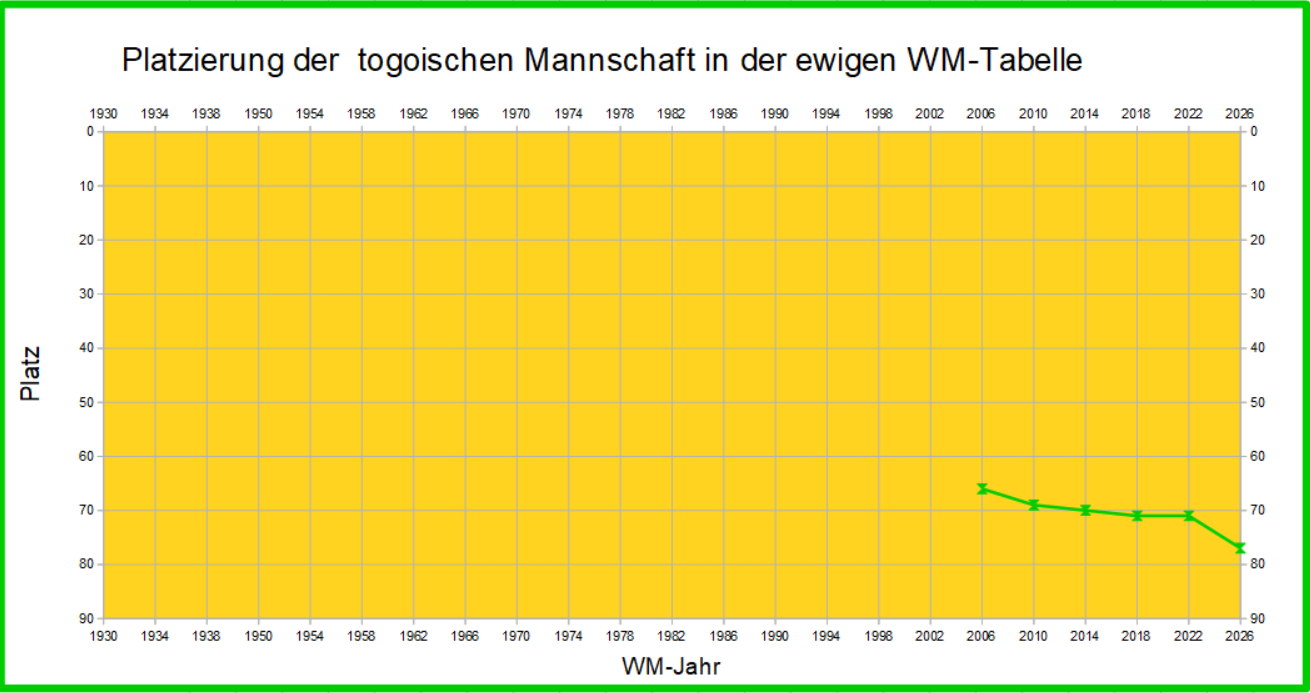
Platzierung der togoischen Mannschaft in der ewigen WM-Tabelle

Statistik (Angaben inkl. 2022: 22 Weltmeisterschaften; Prozentangaben sind gerundet)
- Sportliche Qualifikation: 1× (4,5 % bzw. bei 9 % der Versuche)
- Nicht teilgenommen (kein selbständiger Staat oder nicht anerkannt): 9× (41 %; 1930 bis 1970)
- Nicht qualifiziert: 10× (45 %; 1974, 1978, 1982, 1994, 1998, 2002, 2010, 2014, 2018 und 2022)
- Zurückgezogen: 2 × (9 %; 1986 und 1990)
- Vorrunde: 1× (4,5 %; 2006)

## WM-Turniere

### 1930 bis 1962
Togo war seit dem Ersten Weltkrieg als Französisch-Togo französisches Mandatsgebiet des Völkerbundes und nach dem Zweiten Weltkrieg der Vereinten Nationen. Die Fédération Togolaise de Football wurde 1954 gegründet, aber erst 1962 nach der Unabhängigkeit von Frankreich in die FIFA aufgenommen. Daher konnte Togo an den ersten sieben Weltmeisterschaften nicht teilnehmen.

### 1966 in England
Für die WM im „Mutterland des Fußballs“ hatte Togo nicht gemeldet. Da den Mannschaften aus Afrika, Asien und Ozeanien nur ein Platz bei der Endrunde zugestanden wurde, zogen aber auch alle 15 gemeldeten afrikanischen Mannschaften zurück.

### 1970 in Mexiko
Auch für die erste WM in Mittelamerika hatte Togo nicht gemeldet. Als afrikanischer Vertreter konnte sich Marokko qualifizieren.

### 1974 in Deutschland
An der Qualifikation für die WM in der Bundesrepublik Deutschland nahm Togo erstmals teil und musste gegen Zaire antreten. Am 6. Juni 1972 bestritten beide in Lomé ihr erstes WM-Qualifikationsspiel, das torlos endete. 14 Tage später konnte Zaire das Rückspiel in Kinshasa mit 4:0 gewinnen und sich im Laufe der weiteren Qualifikation als erste Subsahara-Mannschaft für die WM qualifizieren, dies blieb aber bis dato die einzige Teilnahme für Zaire bzw. die Demokratische Republik Kongo.

### 1978 in Argentinien
In der Qualifikation zur WM in Argentinien konnte sich Togo dann in der ersten Runde in zwei Spielen mit 1:0 und 1:1 und gegen den Senegal durchzusetzen. In der zweiten Runde war dann nach zwei Niederlagen (0:2 und 1:2) gegen Guinea die Qualifikation für Togo beendet. Guinea scheiterte dann in der dritten Runde an Tunesien, das sich damit erstmals qualifizieren konnte.

### 1982 in Spanien
In der Qualifikation für die WM in Spanien, für die den Afrikanern erstmals zwei Startplätze zugestanden wurden, erhielt Togo in der ersten Runde ein Freilos und erreichte kampflos die zweite Runde. Dort konnte sich Togo nicht gegen den Niger durchsetzen. Nach einem 1:0-Auswärtssieg schied Togo nach einer 1:2-Heimniederlage aufgrund der Auswärtstorregel aus. Der Niger scheiterte dann in der dritten Runde an Algerien, das sich in der 4. Runde dann erstmals qualifizierte und in Spanien zwar überraschend gegen Europameister Deutschland gewann, dann aber aufgrund des Nichtangriffspakts von Gijón ausschied.

### 1986 in Mexiko
In der Qualifikation zur zweiten WM in Mexiko sollte Togo in der ersten Runde gegen Guinea antreten, zog aber zurück. Guinea scheiterte dann in der zweiten Runde an Tunesien, das sich aber letztlich auch nicht qualifizieren konnte.

### 1990 in Italien
Für die Qualifikation zur zweiten WM in Italien sollte Togo in der ersten Runde gegen Gabun antreten, zog aber wie vier Jahre zuvor zurück. Gabun belegte in der zweiten Runde in einer Vierergruppe mit Kamerun nur den letzten Platz.

### 1994 in den Vereinigten Staaten
Für die Qualifikation zur WM in den USA wurde Togo nach dem Rückzug von Sierra Leone der Gruppe mit Simbabwe, Ägypten und Angola zugefügt. Togo verlor fünf Spiele und da sich weder Angola noch Togo nach diesen Spielen für die zweite Runde qualifizieren konnten, fand das letzte Spiel zwischen beiden nicht statt. In der 2. Runde schied dann auch Gruppensieger Simbabwe aus.

### 1998 in Frankreich
Die Qualifikation zur zweiten WM in Frankreich verlief etwas besser. In der ersten Runde konnte der Senegal mit 2:1 und 1:1 ausgeschaltet werden. In der zweiten Runde waren dann aber Kamerun, Angola und Simbabwe stärker. Nur gegen Simbabwe konnte einmal gewonnen werden und zudem gegen Angola eine Punkteteilung erreicht werden. Gruppensieger wurde Kamerun, das sich damit für die WM qualifizierte.

### 2002 in Japan und Südkorea
In der Qualifikation für die erste WM in Asien setzte sich Togo in der ersten Runde mit 0:0 und 3:0 gegen Guinea-Bissau durch. In der zweiten Runde waren dann Kamerun, Angola und Sambia stärker. Nur Libyen war noch schwächer.

### 2006 in Deutschland
Für die zweite Weltmeisterschaft in Deutschland konnte sich Togo dann endlich qualifizieren. Nachdem Äquatorialguinea in der ersten Runde mit (0:1 und 2:0) ausgeschaltet wurde, wurde die Mannschaft in der zweiten Runde in eine Gruppe mit dem Senegal, der vier Jahre zuvor erstmals an der WM teilgenommen hatte, Sambia, der Republik Kongo, Mali und Liberia gelost. Togo verlor zwar das erste Spiel in Sambia, danach aber kein Spiel mehr und hatte am Ende zwei Punkte Vorsprung auf den Senegal. Perfekt gemacht wurde die Qualifikation aber erst am letzten Spieltag durch ein 3:2 in der Republik Kongo.
In Deutschland wurde die Mannschaft, die seit Februar 2006 vom Deutschen Otto Pfister trainiert wurde, in eine Gruppe mit der ehemaligen Mandatsmacht Frankreich, der Schweiz sowie Südkorea gelost. Im ersten WM-Spiel ihrer Geschichte verloren sie mit 1:2 gegen Südkorea. Dabei erzielte Mohamed Kader in der 33. Minute mit dem zwischenzeitlichen 1:0 das erste WM-Tor für Togo. Unmittelbar nachdem Kapitän Jean-Paul Abalo in der 53. Minute die Gelb-Rote Karte erhielt, konnte Südkorea aber ausgleichen und wenig später den Siegtreffer erzielen, womit Südkorea erstmals ein WM-Spiel im Ausland gewann. Auch das zweite Spiel gegen die Schweiz wurde verloren, diesmal mit 0:2. Mit diesem Ergebnis endete dann auch das letzte Spiel gegen Frankreich, womit sich Togo als Gruppenletzter für mindestens 16 Jahre von der WM-Bühne verabschiedete. Kurz nach der WM endete auch nach nur sechs Spielen das Engagement von Pfister in Togo.

### 2010 in Südafrika
In der Qualifikation zur ersten WM in Afrika sollte Togo in der zweiten Runde gegen Sambia, Swasiland und Eritrea antreten. Eritrea zog aber zurück, so dass nur vier Spiele anstanden. Da Togo nur die Heimspiele gewann, auswärts aber verlor, wogegen Sambia in Swasiland ein torloses Remis erreichte, belegte Sambia am Ende Platz 1 und Togo nur Platz 2. Dieser reichte aber, um als einer der besten Gruppenzweiten die dritte Runde zu erreichen. In dieser belegte Togo hinter Kamerun, das sich für die WM qualifizierte, und Gabun aber vor Marokko mit je zwei Siegen, Unentschieden und Niederlagen nur den dritten Platz und schied damit aus.

### 2014 in Brasilien
Die Qualifikation für die zweite WM in Brasilien verlief erneut nicht erfolgreich. In der ersten Runde wurde zwar Guinea-Bissau mit 1:1 und 1:0 ausgeschaltet, in der Gruppenphase wurde aber hinter Kamerun, Libyen und der Demokratischen Republik Kongo nur der letzte Platz belegt. Lediglich das letzte bedeutungslose Spiel gegen die Demokratische Republik Kongo wurde gewonnen. Der ursprüngliche 2:0-Sieg von Togo im vierten Spiel gegen Kamerun wurde von der FIFA am 9. Juni 2013 in einen 3:0-Sieg für Kamerun umgewandelt, da Togo mit Alaixys Romao einen nicht spielberechtigten Spieler eingesetzt hatte.

### 2018 in Russland
In der Qualifikation musste die Mannschaft erst in der zweiten Runde eingreifen, die im November 2015 ausgetragen wurde. Gegner war Uganda, gegen das beide Spiele verloren wurden. Damit schied Togo als erster ehemaliger afrikanischer WM-Teilnehmer aus.

### 2022 in Katar
In der Qualifikation musste die Mannschaft in der ersten Runde gegen die Komoren antreten. Nach einem 1:1 im Auswärtsspiel wurde das Rückspiel mit 2:0 gewonnen. In der zweiten Runde waren die Republik Kongo, Namibia, das sich in der ersten Runde gegen Eritrea durchsetzte, und der Senegal die Gegner. Die zweite Runde sollte eigentlich im März 2020 beginnen, wurde dann wegen der COVID-19-Pandemie mehrfach verschoben und begann dann erst im September 2021. Togo startete mit einer 0:2-Auswärtsniederlage im Senegal und verlor dann das Heimspiel gegen Namibia mit 0:1. Im Oktober gelang dann ein 1:1 im Heimspiel und ein 2:1-Auswärtssieg in der Republik Kongo. Da die senegalesische Mannschaft die ersten vier Spiele gewonnen hatte, konnte sich Togo schon vor den beiden letzten Spielen nicht mehr qualifizieren, in denen es noch ein 1:1 gegen den Senegal und einen 1:0-Sieg auf neutralem Platz in Südafrika gegen Namibia gab.

### 2026 in Kanada, Mexiko und den USA
Für die erste WM in drei Ländern wurde die Zahl der Teilnehmer auf 48 erhöht und den afrdie Zentralafrikanische Republikanischen Mannschaften vier feste Plätze mehr zugestanden, so dass sich nun neun CAF-Mitglieder direkt qualifizieren können. Eine weitere afrikanische Mannschaft, die unter den Gruppenzweiten der ersten Runde ermittelt wird, nimmt am WM-Play-off-Turnier im März 2026 teil. Die Togoer treffen in der ersten Runde zwischen November 2023 und Oktober 2025 in Hin- und Rückspielen auf die Demokratische Republik Kongo, Mauretanien, den Senegal, den  Sudan und den Südsudan.

## Spieler

### Rangliste der togoischen WM-Spieler mit den meisten Einsätzen
01. Emmanuel Adebayor, Kossi Agassa, Richmond Forson, Mohamed Kader, Daré Nibombé, Moustapha Salifou, Yao Junior Sènaya, Massamasso Tchangaï, Mamam Cherif Touré – je 3 Einsätze bei einem Turnier

### Rangliste der togoischen WM-Spieler mit den meisten Toren
- Mohamed Kader – 1 Tor

### WM-Kapitäne
- 2006: Jean-Paul Abalo (1. Spiel bis zur gelb-roten Karte in der 53. Minute und 3. Spiel), Massamasso Tchangaï (2. Spiel)

### Bei Weltmeisterschaften gesperrte Spieler
- 2006: Jean-Paul Abalo erhielt im zweiten Gruppenspiel die Gelb-Rote Karte und war für das letzte Gruppenspiel gesperrt. Moustapha Salifou erhielt im letzten Gruppenspiel die zweite Gelbe Karte, die aber keinen Effekt hatte, da Togo ausschied.

### Anteil der im Ausland spielenden Spieler im WM-Kader
Bei der bisher einzigen Teilnahme wurden bis auf Ersatztorhüter Kodjovi Obilalé und den vereinslosen Éric Akoto, die nicht zum Einsatz kamen, nur im Ausland spielende Spieler berufen. Die meisten (9) spielten in Frankreich, die anderen (maximal 2) spielten in 10 verschiedenen Ländern.

## Spiele
Togo bestritt bisher drei WM-Spiele, die alle verloren wurden. Togo traf dabei weder auf den Gastgeber, den Titelverteidiger, den späteren Weltmeister oder einen Neuling. Die drei Niederlagen sind die einzigen und damit höchsten gegen diese Länder.
| Alle WM-Spiele |            |          |            |                         |   |          |                                      |
| Nr.            | Datum      | Ergebnis | Gegner     | Austragungsort          |   | Anlass   | Bemerkung                            |
| 1              | 13.06.2006 | 1:2      | Südkorea   | Frankfurt am Main (DEU) | * | Vorrunde | Erstes Länderspiel gegen Südkorea    |
| 2              | 19.06.2006 | 0:2      | Schweiz    | Dortmund (DEU)          | * | Vorrunde | Erstes Länderspiel gegen die Schweiz |
| 3              | 23.06.2006 | 0:2      | Frankreich | Köln (DEU)              | * | Vorrunde | Erstes Länderspiel gegen Frankreich  |